# 西田孝宏
西田 孝宏（にしだ たかひろ、1957年4月14日 - ）は、日本の柔道家（講道館8段）。
現役時代は軽中量級の選手として全日本選抜体重別選手権大会で4回優勝、講道館杯で5回優勝等の実績を残し、アジア選手権大会でも金メダルを獲得した。
現在は全日本柔道連盟にて強化委員会や審判委員会の特別委員、山梨学院大学柔道部総監督を務める。
また、長女の優香は2010年の世界選手権大会で優勝し、長男の泰悟も全日本選抜体重別選手権大会や講道館杯へ出場・活躍した経歴を持つなど、柔道一家でもある。

## 経歴
福岡県大牟田市の出身。小学校2年生の時に周囲の友人が漫画『暗闇五段』の影響で市内にある角道場に通い始めた事が羨ましく、自ずと興味が湧いて父親に入門を乞うたのが斯道に入るきかっけとなった。最初は入門を拒んでいた父親も3日間泣きながら頼み込む孝宏に根負けし、「絶対に辞めんか？」との問いに孝宏が「絶対に辞めん」と返すと、最後は「わかった、柔道衣を買ってやる」と許可してくれという。
角道場での週6回の道場通いも苦にせず稽古に打ち込んだ西田はメキメキと実力を磨き、「辞めたいと思った事は1度も無かった」と西田。道場内の昇級審査等では5~6人抜く事もしばしばであったという。
なお、角道場は年齢に関係無く大人も子供も一緒に稽古を行うために自然と体格差に物怖じしない度胸が鍛えられ、後に高校や大学で自分より体格で勝る大柄な部員達と互角以上に渡り歩く礎が築かれていき、中学生になる頃には界隈でも西田の名を知らない者はいない程の存在になっていた。
その後、市立甘木中学校を経て大牟田高校へ進学。同級生には角道場時代からの旧知の仲である杉野光雄（のち東海大学）らがいた。入部に際して西田は顧問の前原勝彦（のち大牟田市体育協会会長）から身長と体重を問われ、正直に「170cm・65kgです」と答えると、前原がポツリ「使えるかな…」と漏らしたのに衝撃を受けた。
悔しさから、“1年でレギュラー獲得”を心に誓った西田は遮二無二稽古に励んで、2年生で迎える1974年のインターハイ（中量級）で優勝し、大牟田高校史上初の全国制覇を果たした。本人曰く、「“九州を制すれば全国を制する”と言われた時代だったから、全国大会でも不安は無かった」「一戦一戦を一生懸命に戦ったら優勝してしまった」との事。その上で、「エラい事をしてしまった」「これで来年負けたら笑われるんだろうなと、気持ちを引き締めながら帰った」と続ける。結果的に、翌75年にインターハイへ出た時には同じ中量級で一本勝を積み重ね2連覇を成し遂げた。
一方、高校2年次に父親が脳溢血で倒れて職を失い、孝宏自身が父の入浴時の介護等を担っていた事や経済的な事情から大学への進学に二の足を踏んでいた頃、周りの親戚から「大学に行って頑張ってこい」とエールを送られたのがキッカケとなり、師・前原の母校でもある東京の国士舘大学体育学部へ進学し柔道をとことんまで極める決心をした。
そのような事情もあり、国士舘大学時代の西田は遊びや女性に走る事も無く、わき目も振らず柔道に精進・邁進。代表合宿や国際大会出場の関係で部活動を一時的に離れる事もあったが、先輩から「お前が生意気だったら潰してやろうと思ったけど、真面目で一生懸命に練習するし、中々いい奴だな」と声を掛けられた事すらあったという。
大学1年生の時に世界ジュニア選手権大会の中量級で優勝を飾り、西田は世界に通じる力を蓄えつつある事を自覚した。事実、1976年11月と77年11月の全日本新人体重別選手権大会では軽中量級にて連覇を果たし、約70kgの小柄な体格ながら大学では自分より大きい相手と相見えても負ける事はなかったという。
大学3年次と4年次にはシニアの全日本選抜体重別選手権大会を連覇したほか、講道館杯で2年連続2位となって、同階級の第一人者に数えられた。
1980年に国士舘大学を卒業後は同校に助手（選手兼コーチ）として残り、講道館杯を同年から1983年まで4連覇したものの、全日本選抜体重別選手権大会では4年連続2位に甘んじ、香月清人や中西英敏ら強豪が鎬を削る同階級において、五輪や世界選手権大会で代表の座を射止める決定打に欠けた。
また、1981年にジャカルタで開催されたアジア選手権大会でも順当に勝ち上がって優勝したものの、現地では生水を飲まず食事にも配慮していたが、減量によって体力が衰えた所にチフス菌が重なったのが仇となって帰国後に腸チフスを患い、これが結果的に西田の柔道人生における転換点となってしまった。入院期間の1ヵ月半の間は生死の境を彷徨い、体重は10kg近く落ちて体力も以前より劣り、以後スタミナに不安を覚えた西田は持ち前であった攻撃的柔道が鳴りを潜めていった。
それでも1984年と翌85年に全日本選抜体重別選手権大会を連覇し、講道館杯でも85年大会を制して、同年6月にソウルで開催された第14回世界選手権大会に日本代表として選抜された。ようやく掴んだ世界選本大会では、3回戦で相対した前年ロサンゼルス五輪覇者である安柄根との試合で中盤まで優位に進めたものの、試合途中で左足の十字靭帯と外側靭帯を断裂するアクシデントに遭い、結果7位で西田は大会を終えた。選手としてのピークを過ぎた28歳の西田にとっては精一杯の健闘であった。日本に帰国後は左足の大怪我の手術を受け、西田の足には今も手術痕がクッキリと残る。結果的にこの怪我が原因となって現役生活へのピリオドを余儀なくされた。
同世代の好敵手に1歳年下で東海大学出身の中西英敏がおり、両者は国際大会出場を賭けて永年覇を競い合った。特に1984年のロサンゼルス五輪では、選考会となる全日本選抜体重別選手権大会で西田が優勝しながら全日本柔道連盟の選考で中西が選ばれたため、西田は終に五輪に出場する事は無かった。本人は「全日本選抜体重別選手権で4回、講道館杯で5回優勝して、世界選手権の代表に1度しか選ばれなかったのは私くらいでしょう」と前置きした上で、「山下泰裕や谷亮子のように断トツに強く、誰が見ても選ばれるような成績を残せていれば…」と述懐する。
西田は現役を引退後、1987年に鹿屋体育大学の教員に着任した。東京都心部にあった母校・国士舘大学とは打って変わり九州のほぼ最南端に位置する鹿屋体育大学では、西田自ら7~8時間ハンドルを握って福岡県での試合へ遠征に出掛ける事もしばしばであったという。また、現役時代は自らの努力が試合での成績に直結したが、指導者となると、自分が頑張っても教え子の学生達に結果が付いてくるとは限らず、そのジレンマにも大いに悩まされた。それでも粘り強い熱心な指導の甲斐もあり、鹿屋体育大学時代には学生王者となった乙部将彦（のちアジア選手権大会3位）や原田堅一（のちフランス国際大会優勝）を筆頭に、全日本学生体重別選手権大会で上位に食い込む選手を輩出している。
一方、山梨学院大学を訪問した際にスポーツへの理解の深さに感銘を受けた西田は、いつしか同大で柔道指導をしたいと思うようにもなっていった。
山梨学院大学では当初、職員採用の予定は無かったものの、学長に熱意を直接伝える機会を得た西田は1996年1月に38歳の若さで柔道部を任される事となった。
西田の指導のもとで地力を着実に蓄えていった山梨学院大学は、2003年には全日本学生優勝大会で伝統ある名門校・明治大学に敗れはしたものの2-2の内容差に追い込む程に。この大会後に部員達に反省文を書かせたところ、「もう気後れしない」「勝てたんじゃないか」と前向きな感想が多く、西田は学生のメンタル面での成長も肌で感じたという。
なお、その後2010年と11年には2年連続で3位入賞を果たしており、明治大学や東海大学、国士舘大学、天理大学、日本大学、筑波大学等と並んでいわゆる強豪校の1つに数えられるようになった。
また、女子柔道部では2006年に全日本学生優勝大会（5人制）で初優勝したのを皮切りに、08年・10年・11年にも優勝し、2014年からは4連覇を果たしている。この間、浅見八瑠奈、山部佳苗ら後に世界で活躍する選手達を育成した。
一方、西田はその卓越した指導力を買われ、全日本柔道連盟の日本代表コーチやユニバーシアード男子代表監督も務めている。
現在は山梨学院大学にて、法学部政治行政学科の教授として教鞭を執る一方、同校の柔道部総監督として後進の指導に当たる。鹿屋体育大学時代の嘗（かつ）ての教え子達が“西柔会”と称すOB会を結成して定期的に西田の元に集い、その中には学生を山梨学院大学へ送り込んでいる者も現れた。西田は「教え子の教え子だから孫みたいなもの」と笑う。また全日本柔道連盟では、強化委員会や審判委員会の特別委員といった重責も担い、永く柔道界の運営にも携わっている。
この他、理路整然とした分かりやすい説明と語り口から、五輪や世界選手権大会等の大規模大会では新聞ほかマスコミ媒体で試合解説を務める事もある。

## 主な戦績
- 1974年 - インターハイ（中量級） 優勝
- 1975年 - インターハイ（中量級） 優勝
- 1976年 - 全日本新人体重別選手権大会（軽中量級） 優勝

- 世界ジュニア選手権大会（中量級）　優勝
- 1977年 - 全日本新人体重別選手権大会（軽中量級） 優勝
- 1978年 - 全日本選抜体重別選手権大会（軽量級）　優勝

- 講道館杯（軽量級）　準優勝
- 1979年 - 全日本選抜体重別選手権大会（軽量級）　優勝

- 講道館杯（軽量級）　準優勝
- 1980年 - 全日本選抜体重別選手権大会（軽量級）　準優勝

- 講道館杯（軽量級）　優勝
- 1981年 - アジア選手権大会（軽量級） 優勝

- 全日本選抜体重別選手権大会（軽量級）　準優勝
- 講道館杯（軽量級）　優勝
- 1982年 - 全日本選抜体重別選手権大会（軽量級）　準優勝

- 講道館杯（軽量級）　優勝
- 1983年 - 全日本選抜体重別選手権大会（軽量級）　準優勝

- 講道館杯（軽量級）　優勝
- 1984年 - 全日本選抜体重別選手権大会（軽量級）　優勝

- 講道館杯（軽量級）　準優勝
- 1985年 - 世界選手権大会（軽量級） 7位

- 全日本選抜体重別選手権大会（軽量級）　優勝
- 講道館杯（軽量級）　優勝